# Neckera americana
Neckera americana là một loài rêu trong họ Neckeraceae. Loài này được Grev. mô tả khoa học đầu tiên năm 1826.